# دير الأنبا أندرآس أبو الليف بنقادة
دير القديس أندرآس أبو الليف بنقادة ويُعرف مُختصراً باسم دير أبو الليف، هو دير قبطي أرثوذكسي وأحد الأديرة العامرة بصحراء نقادة غرب النيل. يقع الدير في قرية حاجر دنفيق إحدى قرى مركز نقادة ويبعد الدير عن مدينة نقادة حوالى 8 كم، ويبعد عن دير الصليب المقدس حوالى 130 متر وعن دير الملاك ميخائيل 6 كم، تم إنشاء الدير في القرن السابع الميلادي تقريباً على اسم القديس الأنبا أندرآس الشهير بـ أبو الليف وهو من آباء الجيل السابع وكان تلميذاً للأنبا بسنتاؤس أسقف قفط سنة 598 ميلادية، وهو من أهم الأديرة التي تقع في برية جبل الأساس بنقادة، ويشتهر الدير بوجود شجرة عمرها 1300 عام تسمي (الهجليج اللالوب) وتقع في وسط الدير حيث تطرح ثمار تشبه شكل البلح ولها نفس الطعم تقريبًا، هذه الشجرة لا تطرح إلا في السودان ومصر تحديداً أقصى صعيد مصر في جبل برية الأساس بنقادة.

## وصف الدير
الدير يتكون من كنيسة رئيسية وهي كنيسة الأنبا أندراس، التي تقع في الركن الجنوبي الشرقي من الدير، وقد تهدمت الكنيسة القديمة، وتم إحلال كنيسة جديدة تؤرخ بالقرن الثامن عشر أو التاسع عشر الميلادي، أن الدير عبارة عن مساحة مستطيلة الشكل، الدير لة أسوار من الطوب اللبن ذات دعامات وأكتاف ساندة، وذلك لطول المساحة المستطيلة، حيث يقع في الركن الشمالي الغربي مدخل الدير وهو عبارة عن باب حديدي على أعمدة خرسانية، أما الناحية الشمالية عبارة عن سور بطول 47 متر تقريباً، والناحية الشرقية عبارة عن سور بطول 25 متر تقريباً، أن كنيسة الأنبا أندراس الأثرية عبارة عن 4 أروقة تتكون من 9 أكتاف مسقوفة بـ 12 قبة، وتشتمل على 4 هياكل هي العذراء مريم، أبو مقار، أبو الليف، الأنبا أنطونيوس كما يشتمل الدير على ملحقات خدمية عبارة عن مطعم و دورات مياه ومكتبة خاصة بالدير.

## وصلات خارجية
- دير القديس أندرآس أبو الليف بنقادة. موقع الأنبا تكلا هيمانوت (القديس أندرآس أبو الليف).
- دير القديس أندرآس أبو الليف بنقادة. موقع الأقباط اليوم (بالصور | قصة شجرة عجيبة في دير القديس أندرواس بقنا ثمارها تشبه البلح وتشفي من الأمراض).
- دير القديس أندرآس أبو الليف بنقادة. موقع الأنبا تكلا هيمانوت (تعرف على سيره القديس انبا اندراوس أبو الليف بنقادة).
- دير القديس أندرآس أبو الليف بنقادة. موقع باب مصر (تعّرف على دير القديس “أبو الليف” الأثري بنقادة).